# Murmaixí
Murmaixí - Мурмаши (rus) és un possiólok de l'óblast de Múrmansk, a Rússia. És a la península de Kola, a la vora del llac artificial de Níjnaia Tuloma, a 20 km al sud-oest de Múrmansk i a 1.474 al nord de Moscou. La vila fou fundada el 1938 com una ciutat obrera per allotjar el personal que treballava en la construcció de la central hidroelèctrica de Níjnaia Tuloma. Avui dia la vila conté l'aeroport internacional de Múrmansk i una estació de tren important.